# Radenska/Saison 2015
Dieser Artikel listet Erfolge und Fahrer des Radsportteams Radenska in der Saison 2015 auf.

## Abgänge – Zugänge
| Zugänge        | Team 2014            | Abgänge           | Team 2015            |
| -------------- | -------------------- | ----------------- | -------------------- |
| Robert Jenko   | Meridiana Kamen Team | Luka Pibernik     | Lampre-Merida        |
| Zan Jerkic     | Neoprofi             | Alessio Marchetti | Unbekannt            |
| Jure Stepišnik | Neoprofi             | Antonio Testa     | Unbekannt            |
| Grega Krajnc   | Neoprofi             | Uros Repse        | Meridiana Kamen Team |
| Izidor Penko   | Neoprofi             | Tadej Hiti        | Unbekannt            |
| Mike Kovac     | Neoprofi             | Blaž Šuštar       | Unbekannt            |
|                |                      | Andrej Rajsp      | Unbekannt            |

## Mannschaft
| Name                | Geburtstag         | Nationalität |
| ------------------- | ------------------ | ------------ |
| Robert Jenko        | 15. April 1990     | Slowenien    |
| Zan Jerkic          | 29. September 1996 | Slowenien    |
| Rok Korošec         | 24. November 1993  | Slowenien    |
| Mike Kovac          | 21. September 1996 | Slowenien    |
| Grega Krajnc        | 3. September 1995  | Slowenien    |
| Jure Miškulin       | 5. November 1994   | Slowenien    |
| Martin Otoničar     | 8. Mai 1994        | Slowenien    |
| Marko Pavlič        | 9. Februar 1993    | Slowenien    |
| Izidor Penko        | 25. Juli 1996      | Slowenien    |
| Žiga Ručigaj        | 10. November 1995  | Slowenien    |
| Jure Stepisnik      | 24. September 1996 | Slowenien    |
| Matic Šafaric Kolar | 28. Juli 1995      | Slowenien    |